# مارغريت إرفينغ
مارغريت إرفينغ (بالإنجليزية: Margaret Irving)‏ هي ممثلة أمريكية، ولدت في 18 يناير 1898، وتوفيت في 5 مارس 1988.

## أعمال

### أفلام
- (1936) سان فرانسيسكو
- (1938) كنتاكي

## وصلات خارجية
- مارغريت إرفينغ على موقع IMDb (الإنجليزية)
- مارغريت إرفينغ على موقع ألو سيني (الفرنسية)
- مارغريت إرفينغ على موقع أول موفي (الإنجليزية)
- مارغريت إرفينغ على موقع قاعدة بيانات برودواي على الإنترنت (الإنجليزية)
- مارغريت إرفينغ على موقع قاعدة بيانات الأفلام السويدية (السويدية)
- مارغريت إرفينغ على موقع إن إن دي بي (الإنجليزية)
- مارغريت إرفينغ على موقع قاعدة بيانات الفيلم (الإنجليزية)
- مارغريت إرفينغ على موقع كينوبويسك (الروسية)